# Елизабета Добрженска од Добрженица
Елизабета Добрженска од Добрженца (чеш. hraběnka Alžběta Dobřenská z Dobřenic; Хотјеборж, 7. децембар 1875 — Синтра, 11. јун 1951) била је чешка племкиња чији је брак са сином бивше бразилске престолонаследнице довео до одрицања од полагања права на трон укинуте монархије.

## Младост
Елисабетх Добрженскы из Добрженица је ћерка Јохана, грофа Добрженског од Добрженица (1841–1919) и његове жене, грофице Елизабете Коттулински, баронице од Коттулина и Кржижковица (1850–1929).
Имала је три старија брата Јана, Отокара и Јарослава и млађег брата по имену Карл Куната. Карл Куната се преименовао у грофа Коттулинског у Аустрији 1905. године; крајем 1912. оженио се грофицом Маријом Терезијом фон Меран, чланицом морганатског огранка Хабзбуршко-Лоренске куће.

## Наслеђе
Елизабет се удала за Педра де Алкантару, принца од Грао-Пара 14. новембра 1908. у Версају . Он се раније одрекао свог наследног права на бразилску круну јер она није била краљевског порекла.
Имали су петоро деце:
- Принцеза Изабел од Орлеана и Брагансе (1911–2003) удала се за Хенрија, грофа од Париза (родитељи Хенрија, орлеанистичког претендента на престо Француске).[2]
- Принц Педро Гастао од Орлеана и Брагансе (1913–2007) оженио се принцезом Маријом де ла Есперанцом од Бурбон-Две Сицилије (родитељи принцезе Марије да Глорије, војвоткиње од Сегорбеа, бивше принцезе престолонаследника Југославије).[2]
- Принцеза Марија Франциска од Орлеана и Брагансе (1914–1968) удала се за Дуартеа Нуноа, војводу од Брагансе (родитељи Дуартеа Пија, војводе од Брагансе, садашњег претендента на трон Португала).[2]
- Принц Јоао Мариа од Орлеана и Брагансе (1916–2005) оженио се Фатимом Шерифом Цхирине (1923—1990), удовицом принца Хасана Тоуссоуна, принца Египта.
- Принцеза Тереза од Орлеана и Брагансе (1919—2011) удала се за Ернеста Антонија Марију Марторела и Калдероа (1921—1985).

Елизабет је умрла 11. јуна 1951. у 75. години. Сахрањена је са Педром.